# Горничевска битка
Горничевска битка (вођена од 12. до 16. септембра 1916. године), била је прва битка између српских и бугарских трупа на Солунском фронту.

## Покрет према граници
У пролеће 1916, на граници окупиране Србије и неутралне Грчке, стајала је добро утврђена бугарска војска, под будним оком немачких официра. Немци су већи део својих јединица повукли и упутили на Западни фронт, на коме је више месеци беснела страшна битка код Вердена. Насупрот њима, савезници су у солунском утврђеном логору имали релативно мале британско-француске снаге, које би Бугари лако сатерали у море, али Немци нису желели да повреде грчку неутралност, из обзира према њеном краљу. Сем тога, Савезници су (нарочито Велика Британија) размишљали и о укидању Солунског фронта, који још практично није ни формиран и упућивању свих савезничких снага, укључујући и српску војску, на Западни фронт. Владало је мишљење да ће се питање победника решити на главном ратишту, а да једно споредно, као Солунски фронт - треба укинути. На инсистирање српске владе и дела француског војног руководства, али и недостатака транспортних бродова за пребацивање трупа - Солунски фронт је опстао.
Командант савезничких снага у Грчкој, француски генерал Сарај, одлучио се за офанзиву, иако је знао да број војника којима располаже није био довољан за озбиљнију акцију. Број савезничких војника био је приближан непријатељским - око 400.000 људи у оперативним јединицама: француска источна војска 127.000, српска војска 122.000, енглеска војска 119.000, 35. италијанска дивизија 24.000 и руска бригада 9560 људи. Бугари, касније и Немци држали су врло јаке, утврђене положаје, за чије освајање је нападачу било потребно још 50% више људи. Једина предност савезника огледала се у већем броју артиљеријских оруђа. По плану офанзиве, главну ударну снагу требало је да представљају Срби. Тако се десило да после два месеца обуке на Халкидику, српска војска, која још није примила у потпуности теже наоружање и транспортна средства, добије наређење за покрет према граници.
С друге стране, Бугари, који су још од искрцавања српске војске у Солуну утврђивали своје положаје и довлачили појачања, такође су припремали офанзиву. Идеја је била да се савезници, док још нису консолидовали редове, у току концентрације трупа, једним снажним ударом одбаце у море и тако одврате Румуне од уласка у рат. Без већег протеста Грчке, ушли су на њену територију и заузели доминантне положаје, на којима су почели да се утврђују. Почетком августа 1916, Срби су почели да прилазе Мегленским планинама, које су се као бедем уздигле из солунске равнице. Врховима ових планина, од којих су неки прелазили надморску висину од преко 2000 м ишла је граница Србије. То је био довољан мотив српским војницима, да дају све од себе, да их освоје. Опремљени и наоружани као никад до тада, били су пуни самопоуздања, али захваљујући великом ратном искуству и хладне главе.

## Слом бугарске офанзиве
Бугарска офанзива на линији Битољ - Лерин - Островско језеро, почела је 17. августа. Главни напад био је усмерен у правцу Островског језера, јер се ту налазила железничка пруга, која је имала везу са Солуном, што је чинило важним стратешким објектом. Сем тога, топографија овог дела фронта била је најпогоднија за брзи продор у позадину савезничког распореда. У овом рејону, налазила се Дунавска дивизија и Добровољачки (Четнички) одред, од око 1.500 људи под командом потпуковника Војина Поповића - познатијег као Војвода Вук. У свом првом налету, Бугари су вишеструко надмоћнијим снагама ударили на добровољачки одред. Како је био без артиљерије, одред је убрзо принуђен да се повуче и растури по терену. Сутрадан је командант Дунавске дивизије, не знајући да пред собом има знатно јачег противника, кренуо у напад. Дошло је до борбе код железничке станице Флорина. Непријатељ је надирао са свих страна, српски положаји и поред очајничке одбране и борбе прса у прса, распали су се. Батерије пољских топова, изложене ризику да буду заробљене, кренуле су у повлачење. Један ескадрон бугарске коњице, успео је да зароби комплетну батерију пољских топова. Ипак, захваљујући енергичном нападу једне пешадијске јединице, батерија је одробљена, а коњаници уз велике губитке натерани у бег. Тог несрећног дана, Срби су изгубили девет топова...
Ситуација би постала врло озбиљна, уколико би Бугари успели да се пробију. Постојала је опасност да доведу у питање и опстанак целокупног Солунског фронта! Врховна команда најхитније упућује Вардарску дивизију и једну бригаду из Тимочке дивизије, као појачање, док Французи стављају на располагање тешку артиљерију. Сада је време играло највећу улогу... Дунавска дивизија је добила наређење да се до пристизања појачања, положаји у ширем рејону села Горничева бране до последњег човека. Паклена врућина и безводан терен, стављали су на велика искушења војнике Дунавске дивизије. Њихови проређени редови на дугачком фронту, са крајњим напором одбијали су јурише бугарске пешадије, која је као река надирала са свих страна. Одолевајући жеђи, бугарским куршумима и гранатама, Дунавци су издржали пет дана и појачање од дивизије и по, које је упућено ка Острову и Горничеву, било је довољно да ситуацију преокрене у српску корист. Међутим, непријатељ није одустајао: поред појачања у пешадији, у нападима на браниоце учествовала је и немачка далекометна артиљерија, а њихови авиони су више пута, из бришућег лета, бомбардовали Острово и Вртокоп. Иницијатива је већ излазила из бугарских руку. Полажући много у овај напад, који је био први сукоб са „новом“ српском војском, трошили су енергију и претрпели људске жртве. Када им је постало јасно да српски фронт и поред више напада који су их коштали великих губитака, не може да се пробије, 28. августа 1916, обустављају офанзиву и прелазе у одбрану.

## Богат ратни плен
Иако је бугарски напад омео Савезнике у начину извођења офанзиве, нису одустајали од ње. Српске трупе око Островског језера налазиле су се на голом и безводном терену, а десно од њих, на планини Ниџе, на доминантним висовима, Бугари су имали добро утврђене положаје, са којих су угрожавали остале српске јединице. На овом делу фронта налазила се ојачана I бугарска армија. С обзиром да је офанзива планирана на српском сектору Солунског фронта, било је неопходно прегруписати јединице. Тако су на појединим одсецима француске јединице смениле српска, а формирана је и посебна оперативна група: Француско-Руска армија, која је требало активно да помогне српској војсци у предстојећој офанзиви. Поред тога, Србима је стављен на располагање велики број далекометних артиљеријских оруђа тежих калибара.
Савезничка офанзива је почела 12. септембра 1916, ураганском артиљеријском припремом. Српски војници су први пут могли да у правом обиму употребе начин борбе, који је већ одавно коришћен на Западном фронту. По први пут, артиљеријске муниције је било у изобиљу, није се нимало штедела и гранатама су засипани цели простори. То је Србима подигло морал, док је друга страна, по први пут могла да осети ужасно дејство артиљеријске припреме. На појединим секторима, бугарски војници који су још били живи, напуштали су положаје и не сачекавши напад српских пешадије. Одбијајући бугарске противнападе и потискујући их, заузимали су један по један положај. После неколико дана, лево крило српске јединица, преотело је од Бугара све важније позиције. Уз велике губитке, непријатељ се повукао, оставивши за собом богат ратни плен. Између осталог, ту се налазило 15 топова, међу којима и батерија далекометних, немачких од 105 мм који су Србима данима задавали проблеме, пет хаубица, три минобацача ... Ово је био први ратни плен српске војске, после албанске голготе.

## Последица
Горничевска битка је прва победа реорганизоване српске војске, која је значајнија, јер је вратила веру у победу и подигла борбени дух. Поред тога, доказала је и непријатељима и пријатељима, да је фактор на који мора озбиљно да се рачуна у будућим операцијама.
Битан фактор који утицао на коначну одлуку савезника за почетак офанзиве је - Румунија. Од почетка рата, Румуни су били неутрални, али су желели да се прикључе савезницима, како би после сукоба учествовали у деоби аустроугарског и бугарског „колача“. Коначан услов за прелазак у савезнички табор, био је почетак офанзиве на Солунском фронту.